# Gabriele Gardel
Gabriele Gardel (Milano, 22 ottobre 1977) è un pilota automobilistico svizzero.

## Carriera
- 1995 : Formula Ford, miglior piazzamento: 4.
- 1996 : Campionato italiano Formula 3, vicecampione italiano, miglior pilota under 21 (2 vittorie, 7 podi).
- 1997 : Campionato italiano Formula 3, miglior piazzamento: 6.
- 1998 : Campionato italiano Formula 3, miglior piazzamento: 5.
- 1999 : Campionato tedesco Formula 3, Junior Team Benetton, miglior piazzamento: 4.
- 2000-2002 : Euro 3000 Series, 8 assoluto.
- 2003 : Campionato FIA N-GT, miglior piazzamento: 3.
- 2004 : Campionato FIA GT, vicecampione del mondo categoria GT1 (2 vittorie, 7 podi) con Ferrari 550.
- 2005 : Campionato FIA GT, campione del mondo categoria GT1 (3 vittorie, 6 podi) con Ferrari 550.
- 2006 : Le Mans Series, campione del mondo categoria GT1 (2 vittorie, 3 podi) con Aston Martin DBR9.
- 2007 : Le Mans Series, 4 assoluto categoria GT1 (5 podi) con Aston Martin DBR-9.
- 2007 : 24 Ore di Silverstone, 3 assoluto categoria GTR.
- 2008 : Grand-Am, miglior piazzamento: 6 e partecipazione alla 24 Ore di Daytona.
- 2009 : Porsche Carrera Cup Italia.
- 2010 : Le Mans Series, campione LMS categoria GT1 con Ford Saleen S7R.
- 2010 : 24 Ore di Le Mans, vincitore categoria GT1 con Ford Saleen S7R.
- 2010 : Intercontinental Le Mans Cup ILMC, campione intercontinentale categoria GT1 con Ford Saleen S7R.
- 2011 : 24 Ore di Le Mans, vincitore categoria GT-am con Corvette C6-ZR1.
- 2011 : Intercontinental Le Mans Cup ILMC campione intercontinentale categoria Gt-am con Corvette C6-ZR1.
- 2012 : Blancpain Endurance Series con Jaguar GT3 Emil Frey Racing e GT Open con Maserati MC3.
- 2013 : Blancpain Endurance Series con Jaguar GT3 Emil Frey Racing e Campionato italiano GT con Porsche.
- 2014 : Blancpain Endurance Series con Jaguar GT3 Emil Frey Racing. Trofeo Maserati, 4 assoluto (2 vittorie, 6 podi). NASCAR Euro Whelen vincitore gara 2 Elite 2 a Spa.
- 2015 : Blancpain Endurance Series con Jaguar GT3 Emil Frey Racing.